# John Mudge
John Mudge (n. 6 octombrie 1721, Bideford, Anglia, Regatul Marii Britanii – d. 26 martie 1793) a fost un medic britanic și amator creator de oglinzi telescopice. A câștigat Medalia Copley în 1777 pentru o hârtie despre telescoape reflectoare . 

## Viața
A fost al patrulea și cel mai tânăr fiu al lui Zachariah Mudge, de prima sa soție, Mary Fox, și s-a născut la Bideford, Devon. A facut studiile la liceeșe din Bideford și Plympton și a studiat medicina la Spitalul Plymouth . 
Mai multe invitații au fost făcute lui Mudge pentru a-și încerca averile de la Londra. Dar a preferat să rămână la Plymouth, unde a practicat tot restul vieții, mai întâi ca chirurg și, după 1784, când a primit diploma de medic de la King’s College, Aberdeen, ca medic. 

## Telescoape
La 29 mai 1777 Mudge a fost ales Fellow of the Royal Society, iar în același an a primit medalia Copley pentru „Instrucțiunile sale pentru a face cea mai bună compoziție pentru metale si pentru reflectarea telescoapelor; împreună cu o descriere a procesului de măcinare, lustruire și de a da marelui Speculum adevărata curbă parabolică ”, care au fost comunicate de autor societății și tipărite în Tranzacțiile filosofice (1777, lxvii. 296). „Instrucțiunile” au fost, de asemenea, emise separat de Bowyer (Londra, 1778). Sir John Pringle, președintele, în realizarea prezentării, a remarcat că Isaac Newton a prezis rolul dispozitivelor mecanice în realizarea oglinzilor parabolice. 
Fabricarea telescoapelor a continuat să ocupe o mare parte din timpul liber. El a făcut două mari cu o putere de mărire de două sute de ori; unul dintre acestea i-a dat lui Hans Moritz von Brühl și a trecut la Observatorul Gotha, celălalt a coborât la fiul său William Mudge . 

## Lucrări medicale
În 1777 a publicat o lucrare despre variola  reprezentând un avans asupra tratatelor anterioare de Richard Mead ,etc. 
În 1778 a publicat „O cură radicală și expedițioasă pentru tuse catarhosă recentă”, cu un desen al unui inhalator de remediere, care a obținut o largă acceptare. El a scris câteva mici tratate medicale.